# Município de Trimble (condado de Athens, Ohio)
O município de Trimble (em inglês: Trimble Township) é um município localizado no condado de Athens no estado estadounidense de Ohio. No ano de 2010 tinha uma população de 4.480 habitantes e uma densidade populacional de 46,18 pessoas por km².

## Geografia
O município de Trimble encontra-se localizado nas coordenadas 39° 30′ 21″ N, 82° 06′ 20″ O. Segundo a Departamento do Censo dos Estados Unidos, o município tem uma superfície total de 97.01 km², da qual 96,01 km² correspondem a terra firme e (1.04 %) 1 km² é água.

## Demografia
Segundo o censo de 2010, tinha 4.480 habitantes residindo no município de Trimble. A densidade populacional era de 46,18 hab./km². Dos 4.480 habitantes, o município de Trimble estava composto pelo 96,9 % brancos, o 0,87 % eram afroamericanos, o 0,2 % eram amerindios, o 0,07 % eram asiáticos, o 0,02 % eram de outras raças e o 1,94 % eram de uma mistura de raças. Do total da população o 0,36 % eram hispanos ou latinos de qualquer raça.